# 刃文

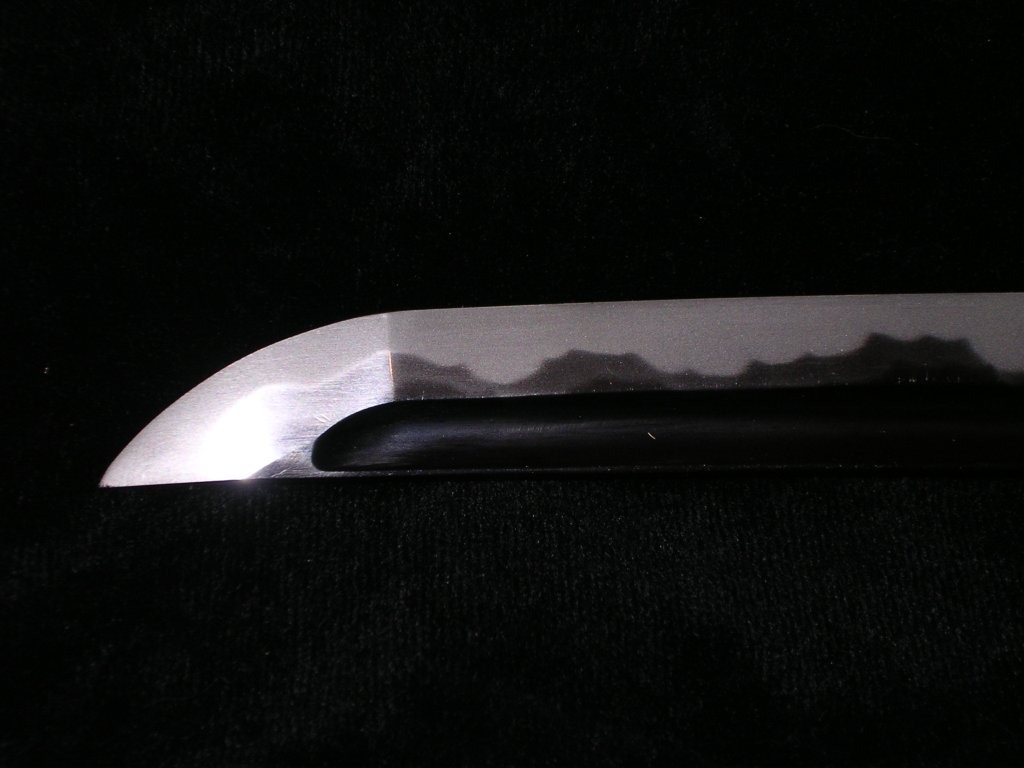
切先の刃文

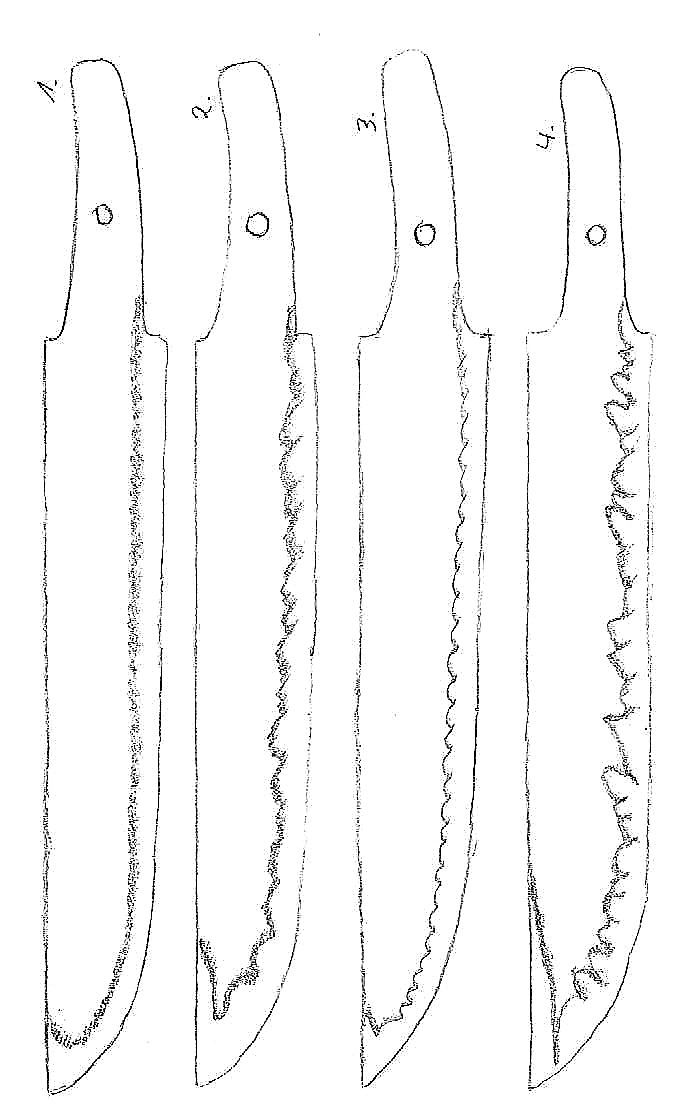
刃文の種類

刃文（はもん）は日本刀の見どころのひとつで、刀身に見ることができる模様のことを言う。波紋や刃紋などの表記も見られるが、日本刀の専門家や専門書でこれらの表記が用いられることはなく誤記である。

## 概要
「刃文」とは、焼き入れによって付けられた焼刃の形状のことである。
日本刀もその他の刃物・刀剣類と同様に加熱の後急冷といった焼き入れを行うが、それらと異なる点は刃先にのみ急激な焼き入れを行うというところにある。
具体的には鍛造後成形した刀身全体に薄く焼刃土（やいばつち・やきばつち。砥石の粉と木炭の粉などを混ぜたもの。）を塗ったのち、焼きを甘く、硬度より強度が求められる部分にさらに塗り重ね、乾燥させたうえで焼き入れを行う。
これにより鋭さと強度という相反した性質を同居させることができ、その組成の違いは肉眼によっても認められそれを刃文と呼ぶ。